# 韓冰 (1963年)
韩冰（1963年11月—），男，汉族，安徽怀宁人，中华人民共和国政治人物。在职研究生学历。现任安徽省合肥市政协主席。

## 生平
1980年7月毕业于安徽师范大学池州专科学校中文系。1985年4月加入中国共产党。历任潜山县梅城中学（三中）教师、副校长，潜山县委宣传部科员，中共安庆地委宣传部科员、教卫科副科长，安庆市政府办公室正科级秘书，安庆市政府综合调研室主任，安庆市政府办公室副主任，潜山县委副书记、代县长、县长、天柱山风景名胜区（天柱山国家森林公园管委会）党委书记、管委会主任，潜山县委书记、县人大常委会主任。
2008年8月，任安庆市人民政府副市长、党组成员。2009年6月，任巢湖市人民政府副市长。2010年4月，任巢湖市委常委、组织部长。2011年10月，任中共合肥市委常委。2012年8月，任合肥市委常委，副市长。
2018年1月任合肥市政协主席。